# SV 98 Schwetzingen
Der SV 98 Schwetzingen ist ein Sportverein aus Schwetzingen, Baden-Württemberg mit mehr als 1.000 Mitgliedern. Zu seinen Abteilungen gehören neben Fußball auch Handball und Leichtathletik sowie Aerobic und Gymnastik/Fitness.
Die erste Herrenmannschaft der Fußballabteilung spielt derzeit in der Landesliga Baden.

## Geschichte
Gegründet wurde der Verein am 31. Oktober 1898 als Fußballgesellschaft-Vereinigung 1898 Schwetzingen. Nach der Fusion mit dem Fußballverein 1910 Schwetzingen nahm der Verein erstmals den heutigen Namen Sportverein 1898 Schwetzingen an. Für die drei Jahre von 1945 bis 1948 firmierte man während einer vorübergehenden Fusion mit dem TV Schwetzingen 1864 als TSV 1864 Schwetzingen. Nach der Auflösung der Fusion kehrte der Verein zum alten Namen zurück.

### Fußball
Die Fußballherren traten während des Zweiten Weltkriegs erstmals größer in Erscheinung, als sie an der Aufstiegsrunde zur Gauliga Baden teilnahmen, jedoch als Vierter deutlich scheiterten. Nach Kriegsende stieg der Verein 1947 in die Amateurliga Nordbaden-Nord, damals die zweithöchste Spielklasse, auf und konnte sich für die zur folgenden Saison eingerichteten eingleisigen nordbadischen Liga qualifizieren. Aus dieser erfolgte jedoch nach einer Spielzeit 1949 der Abstieg. Als dann 1951 die Rückkehr gelang, war die nordbadische Liga nur noch drittklassig. Bis 1956 und dann noch einmal 1956/57 gehörten die Schwetzinger der nordbadischen Liga an.
Im ersten Jahr der 1. Bundesliga bot sich den Schwetzinger Fußballern die Chance zum Aufstieg in die neue Zweitklassigkeit der Regionalliga Süd. Doch in der Aufstiegsrunde scheiterte die Mannschaft deutlich. Danach spielte das Team im Mittelfeld der nordbadischen Liga, verpasste jedoch 1978 als Sechster die Qualifikation zur neu gegründeten Oberliga Baden-Württemberg. Erst 1982 gelang der Aufstieg, dem jedoch der sofortige Abstieg folgte. Dem zweiten Oberligaaufstieg 1986 folgte eine erfolgreichere Phase mit einem dritten Platz 1989 sowie zwei vierten Plätze 1990 und 1991, bevor es 1993 wieder zurück in die Verbandsliga ging.
1969 und 1984 konnte die erste Fußballmannschaft des SV 98 Schwetzingen den Badischen Pokal gewinnen. Der Sieg 1984 berechtigte auch zur Teilnahme am DFB-Pokal. Gegen den damaligen Zweitligisten Alemannia Aachen gab es in der 1. Hauptrunde jedoch eine 1:2-Niederlage.

### Handball
2002 wurde die Handballabteilung des SV in die Spielgemeinschaft HG Oftersheim/Schwetzingen eingebracht, die bereits 1997 vom TSV Oftersheim und TV Schwetzingen gegründet worden war. Seitdem kann die HG auch Mädchen- und Frauenhandball anbieten. In der Saison 2003/2004 gelang der HG mit der ersten Herrenmannschaft der Aufstieg in die 2. Handball-Bundesliga Süd, der die HG bereits zuvor mehrere Jahre angehörte.

## Bekannte Spieler
Fußball
- Stephan Hanke (* 1972)
- Reiner Hollich (* 1955)
- Jochen Kientz (* 1972)
- Christian Kritzer (* 1977)
- Hans Richter (1959–2023)
- Joachim Stadler (* 1970)
- Christoph Teinert (* 1980)
- Danny Winkler (* 1973)
- Gianluca Gaudino (* 1996)